# Едмонд (Канзас)
Едмонд (англ. Edmond) — місто (англ. city) в США, в окрузі Нортон штату Канзас. Населення — 28 осіб (2020).

## Географія
Едмонд розташований за координатами 39°37′38″ пн. ш. 99°49′12″ зх. д. / 39.62722° пн. ш. 99.82000° зх. д. (39.627127, -99.819909).  За даними Бюро перепису населення США в 2010 році місто мало площу 0,43 км², уся площа — суходіл.

## Демографія
Згідно з переписом 2010 року, у місті мешкало 49 осіб у 23 домогосподарствах у складі 15 родин. Густота населення становила 114 особи/км².  Було 31 помешкання (72/км²).
Расовий склад населення:
| - 98,0 % — білих - 2,0 % — корінних американців |

До двох чи більше рас належало 0,0 %. Частка іспаномовних становила 0,0 % від усіх жителів.
За віковим діапазоном населення розподілялося таким чином: 20,4 % — особи молодші 18 років, 67,4 % — особи у віці 18—64 років, 12,2 % — особи у віці 65 років та старші. Медіана віку мешканця становила 43,5 року. На 100 осіб жіночої статі у місті припадало 113,0 чоловіків;  на 100 жінок у віці від 18 років та старших — 105,3 чоловіків також старших 18 років.
Середній дохід на одне домашнє господарство  становив 52 785 доларів США (медіана — 43 750), а середній дохід на одну сім'ю — 46 880 доларів (медіана — 42 083). 
Цивільне працевлаштоване населення становило 40 осіб. Основні галузі зайнятості: освіта, охорона здоров'я та соціальна допомога — 40,0 %, будівництво — 25,0 %, виробництво — 22,5 %.